# Wenzel Rotkiær Wildenradt
Wenzel Rotkiær (Rotkier, Rothkirck) (von) Wildenradt (Wildenrath, Wildenrad) (1745 – 1799) var en dansk-norsk officer, bror til Christian Henrich Wildenradt.
Han var søn af kaptajn, senere karakteriseret oberst Johan Wildenradt (1707-1776, gift anden gang 1765 med Anne Cathrine Wilhelmine Haffner, 1743-1820) og Cathrine Magdalene Kaas (1720-1752). 
Wildenradt blev femten år gammel fændrik ved Kongens Livregiment, det senere Norske Livregiment i København og blev i 1772 kaptajn og kompagnichef i en noget aparte pionérbataljon, der oprettedes samme år til vedligeholdelse af de kongelige haver. Fra 1772 til 1782 var han kaptajn ved det Nordenfjeldske hvervede Infanteriregiment i Trondhjem og kom så til Sjællandske geworbne Infanteriregiment. Han blev oberstløjtnant, og fra 1789 til 1796 var han kommandør for Slesvigske Infanteriregiment. I 1796 blev han udnævnt til generalkrigskommissær og fik siden titel af oberst.
I forbindelse med Christiansborg Slots brand i 1794 stod Wildenradt i spidsen for en indsamling til slottets genopførelse:
| Citat | Allernaadigste Konge! Det Slesvigske Infanteri-Regiments Officerer som stedse have været giennemtrængte af den allerdybeste Taknemmelighed for den naadige, retfærdige og milde Regiering, under hvilken vi, frem for alle andre Nationer, ere saa ubeskrivelig lykkelig at leve, ere, ved den ulykkelige opkomne Ildsvaade i Christiansborg styrtede i den allerdybeste Sorg. Allernaadigste Monark! vores Smerte vil for en Deel lindres, dersom Drs. Kongelige Majestæt allernaadigst tillader os, til Residencens Opbyggelse, som et ringe bidrag at indlevere én Maaaneds Gage. Vi samtlige bede på det allerunderdanigste, at Deres Majestæt ikke i Unaade vil ansee denne vores ringe Offerte. Slesvig, den 5. Marts 1794. Paa Forlangende og i samtlige Herrer Officerers Navn. v. Wildenrath | Citat |
|       | |       |

5. juli 1775 ægtede han på Akershus Henrika Antoinette Müller (1754-?).